# Karl Schellander
Karl Schellander (* 9. August 1956 in Klagenfurt, Kärnten, Österreich) ist ein österreichisch-deutscher Tiermediziner und emeritierter Professor für Tierzucht und Tierhaltung der Universität Bonn.

## Leben und Wirken
Karl Schellander wurde am 9. August 1956 in Klagenfurt geboren. Nach der Matura studierte er ab 1976 Tiermedizin an der Veterinärmedizinischen Universität in Wien (VUW), schloss 1981 mit dem Examen als Diplomtierarzt ab und promovierte zum Dr. med. vet. Es folgte eine Tätigkeit als Assistenztierarzt in einer Schweizer Gemischt-Praxis. Ab 1983 arbeitete er als Universitätsassistent am Institut für Tierzucht und Genetik der VUW. Von 1985 bis 1987 war er Stipendiat der Max-Kade-Stiftung am Department für Physiologie und Pharmakologie der Universität Georgia (USA). Danach kehrte er nach Wien zurück, habilitierte hier 1991 auf dem Fachgebiet „Molekulargenetik in der Tierzucht“ und wurde Assistenzprofessor an seinem Institut.
1996 erfolgte der Ruf als C4-Professor für Tierzucht und Tierhaltung und Direktor des Instituts für Tierwissenschaften der Rheinischen Friedrich-Wilhelms-Universität in Bonn. Hier erreichte er durch zukunftsweisende molekulargenetische Methoden und Ansätze beachtliche Ergebnisse zum Erkennen von DNA-Markern und Genen für bedeutende Merkmalskomplexe beim Schwein (z. B. Stressresistenz, Schlachtkörper- und Fleischqualität).
Die von ihm früher beim Modelltier Maus durchgeführte Forschung in der präimplantativen Genetik und Embryotechnologie setzte er beim Rind erfolgreich fort.

## Würdigung
Schellande hat molekulargenetische und reproduktionstechnologische Lösungsansätze zur Verbesserung wichtiger Merkmale bei Schwein und Rind immer mit Blick auf ihre Bedeutung für die praktische Tierzucht gesehen und in der Diskussion mit Praktikern bewertet. Das beeindruckende und hochgeschätzte Engagement macht ihn zu einem hervorragenden und führenden Vertreter der Deutschen Tierzuchtwissenschaft, sagte Klaus Wimmers in seiner Laudatio für Schellander. Seine Forschungsergebnisse und sein Wirken habe die Nutztierforschung nachhaltig geprägt und wichtige Impulse für die praktische Umsetzung gesetzt, so Wimmers. Schellander trat am 31. Dezember 2019 in den Ruhestand.

## Ehrenämter und Ehrungen
Ehrenämter an der Universität Bonn
- 2005–2008: Prodekan für Forschung und wissenschaftlichen Nachwuchs an der Landwirtschaftlichen Fakultät
- 2008–2012: Dekan ebenda
- 2010–2012: Sprecher der Fakultätskonferenz (Dekanekonferenz)
- 2012–2019: Mitglied des Hochschulrats

Nationale und internationale Ehrenämter und Ehrungen
- 2014–2017: Präsident der Gesellschaft für Tierzuchtwissenschaften (GfT)
- 2014–2018: Vizepräsident der Deutschen Gesellschaft für Züchtungskunde (DGfZ)
- 2014–2018: Mitglied des Vorstands des Dachverbandes Wissenschaftlicher Gesellschaften der Agrar-, Forst-, Ernährungs-, Veterinär- und Umweltforschung
- Seit 2010: gewählter Fachkollegiat der Deutschen Forschungsgemeinschaft (DFG) für das Fachgebiet Tierzucht und Tierhaltung
- Vorsitzender des Wissenschaftlichen Beirats, danach des Kuratoriums des Leibniz-Instituts für Nutztierbiologie (FBN) in Dummerstorf
- Mitglied des wissenschaftlichen Beirats bei Embryo Gene Network in Kanada
- Vorsitzender des Kompetenzzentrums für Nutztierforschung in Nordrhein-Westfalen
- Über 20 Jahre Mitglied im Beratenden Ausschuss für die Veterinärausbildung der European Association of Establishments for Veterinary Education im Dachverband der tierärztlichen Organisationen in Europa (EAEVE/FVE)
- (Mit)Herausgeber der Fachzeitschrift „Genomics and biotechnology in livestock breeding“.
- 2019 Hermann-von-Nathusius-Medaille der DGfZ.

## Publikationen (Auswahl)
- Grundlagenstudien an den Nucleolus Organizer Regionen der Chromosomen des Rindes. Vet.- med, Univ. Wien, Diss. 1981.
- Konsequenzen artifizieller Insertion exogener Fusionsgene in das Genom der Maus. Habil.-Schr. Vet.-med. Univ. Wien, 1990/1991.
- Über 500 wiss. Publikationen, die inzwischen 13.231-mal zitiert wurden; h-index: 59 (Stand 15. Juni 2023),
- Darunter mehr als 250 Originalarbeiten,
- Betreuung von mehr als 70 Dissertationen und 5 Habilitationen